# You Won’t Forget Me
You Won’t Forget Me — студийный альбом американской певицы и пианистки Ширли Хорн, выпущенный в 1991 году на лейбле Verve Records.
За этот альбом на 34-й церемонии премии «Грэмми» Ширли Хорн получила свою первую номинацию — за лучшее джазовое исполнение. Также альбом поднялся на вершину джазового хит-парада журнала Billboard, став первым чарттоппером певицы в карьере и удерживая лидерство в течение четырёх недель, всего же он провёл в чарте 33 недели. В 1991 году он стал вторым самым популярным джазовым альбомом.
Это последний альбом, на котором Майлз Дэвис появляется в качестве аккомпаниатора.

## Отзывы критиков
Фил Гарланд из Stereo Review заявил, что последний альбом Хорн You Won’t Forget Me — настолько выдающееся достижение, что его название, несомненно, окажется пророческим.

## Список композиций
| №                   | Название                             | Автор(ы)                                                   | Длительность |
| ------------------- | ------------------------------------ | ---------------------------------------------------------- | ------------ |
| 1.                  | «The Music That Makes Me Dance»      | Боб Меррилл, Жюль Стайн                                    | 6:32         |
| 2.                  | «Come Dance with Me»                 | Сэмми Кан, Джимми Ван Хьюзен                               | 2:47         |
| 3.                  | «Don’t Let the Sun Catch You Crying» | Джо Грин                                                   | 5:58         |
| 4.                  | «Beautiful Love»                     | Хейвен Гиллеспи, Уэйн Кинг, Эгберт Ван Алстайн, Виктор Янг | 3:38         |
| 5.                  | «Come Back to Me»                    | Бертон Лэйн, Алан Джей Лернер                              | 3:43         |
| 6.                  | «Too Late Now»                       | Бертон Лэйн, Алан Джей Лернер                              | 6:00         |
| 7.                  | «I Just Found Out About Love»        | Гарольд Адамсон, Джимми Макхью                             | 2:24         |
| 8.                  | «It Had to Be You»                   | Ишам Джонс, Гас Кан                                        | 6:49         |
| 9.                  | «Soothe Me»                          | Джо Грин                                                   | 3:31         |
| 10.                 | «Foolin' Myself»                     | Джек Лоуренс, Питер Тинтурин                               | 2:46         |
| 11.                 | «If You Go»                          | Майкл Эмер, Джофф Парсонс                                  | 8:57         |
| 12.                 | «You Stepped Out of a Dream»         | Насио Херб Браун, Гас Кан                                  | 3:44         |
| 13.                 | «You Won’t Forget Me»                | Кермит Гоэлл, Фред Шпильман                                | 7:12         |
| 14.                 | «All My Tomorrows»                   | Сэмми Кан, Джимми Ван Хьюзен                               | 6:22         |
| Общая длительность: | Общая длительность:                  | Общая длительность:                                        | 45:59        |

## Участники записи
- Ширли Хорн — фортепиано, вокал, аранжировщик
- Чарльз Эйблз — бас-гитара (треки 1—3, 6—8, 11, 13, 14), гитара (12)
- Стив Уильямс[англ.] — ударные (1—3, 6—8, 11, 13, 14)
- Бастер Уильямс[англ.] — контрабас (5, 10, 12)
- Билли Харт[англ.] — ударные (5, 10, 12)
- Майлз Дэвис — труба (13)
- Уинтон Марсалис — труба (3)
- Бак Хилл[англ.] — тенор-саксофон (10)
- Бранфорд Марсалис — тенор-саксофон (8)
- Тутс Тилеманс — гитара (4), губная гармоника (4, 9)

## Чарты

### Еженедельные чарты
| Чарт (1991)                     | Высшая позиция |
| ------------------------------- | -------------- |
| США (Billboard Top Jazz Albums) | 1              |

### Годовые чарты
| Чарт (1991)                     | Высшая позиция |
| ------------------------------- | -------------- |
| США (Billboard Top Jazz Albums) | 2              |